# Михайловка (Хайбуллинский район)
Миха́йловка (баш. Михайловка) — село в Хайбуллинском районе Башкортостана, входит в Ивановский сельсовет.

## Географическое положение
Расстояние до:
- районного центра (Акъяр): 39 км,
- центра сельсовета (Ивановка): 7 км,
- ближайшей ж/д станции (Сара): 95 км.

## Население
| 2002 | 2010 |
| ---- | ---- |
| 157  | ↘148 |

Национальный состав
Согласно переписи 2002 года, преобладающие национальности — русские (71 %), башкиры (29 %).

## Религия
В деревне есть православная церковь Троицы Живоначальной.